# Saint-Julia-de-Bec
Saint-Julia-de-Bec é uma comuna francesa na região administrativa de Occitânia, no departamento de Aude. Estende-se por uma área de 13,88 km². Em 2010 a comuna tinha 106 habitantes (densidade: 7,6 hab./km²).